# 해치의 뿔
《해치의 뿔》는 2003년 10월 24일에 MBC에서 방영한 베스트극장이다. 2003년 MBC 베스트극장 극본공모 당선작이다.

## 기획 의도
가족이란 진정 나에게 무엇인가?

검사인 주인공 강인주를 중심으로 가정 폭력이 가족 구성원 모두에게 미치는 심리적 외상과 그 극복 과정을 통해 가족 전체의 유대감이 재생되는 과정을 그린다.

## 등장 인물

### 주요 인물
- 박하 : 강인주 역 (아역 정혜영) - 검사

### 그 외 인물
- 기주봉 : 강은열 역 - 부장검사, 인주의 직속 상사
- 정재순 : 안정숙 역 - 인주의 어머니 역
- 김예령 : 미영 역 - 진희의 담당 변호사
- 김철기 : 진노 역 - 태권도장 사범
- 이성호 : 서북서 서장 역
- 정희태 : 이 형사 역
- 김준혁
- 이경미
- 유종화 : 이준영 역 - 진희의 아들
- 박건태 : 동네 꼬마 역

### 특별출연
- 박근형 : 강 교수 역 - 인주의 아버지

### 우정출연
- 송채환 : 서진희 역 - ‘매맞는 아내의 남편살해’ 사건의 피의자
- 이한위 : 오 계장 역 - 검찰 수사관
- 전재룡 : 인주의 오빠 역
- 박형선 : 인주의 올케 역
- 이승형 : 진희의 남편 역

### 의리출연
- 이주현 : 한정우 역 - 인주의 연인
- 유태웅 : 가정폭력범 역